# نوشیدنی مخلوط

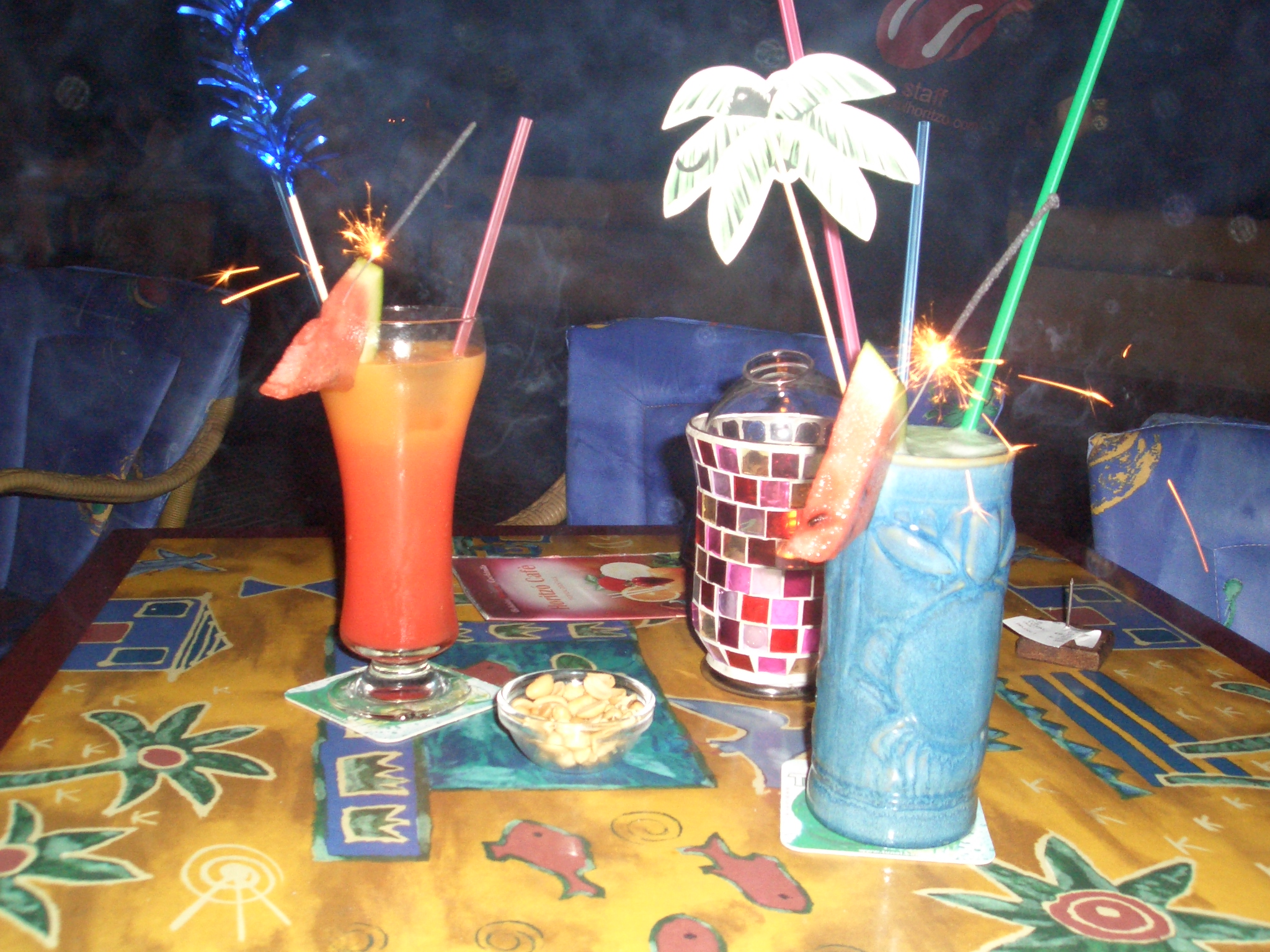
نوشیدنی‌های مخلوط دارای اشکال و اندازه‌های متنوعی هستند و ممکن است الکلی یا غیر الکلی باشند.

یک نوشیدنی مخلوط یا نوشیدنی ترکیبی نوشیدنی است که در آن دو یا چند مواد تشکیل دهنده با هم مخلوط شده‌اند. برخی حاوی مشروبات الکلی هستند و برخی دیگر غیر الکلی هستند.

## انواع

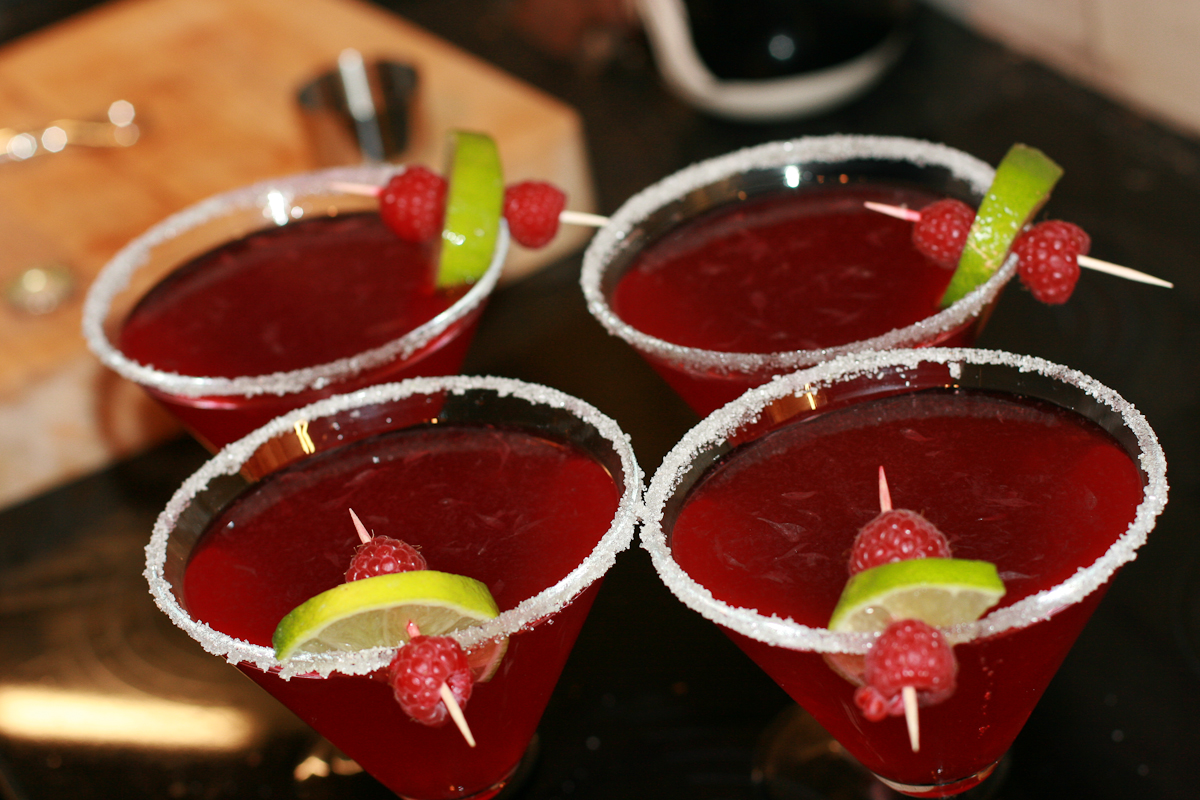
نوشیدنی‌های مخلوط

برخی از انواع محبوب نوشیدنی‌های ترکیبی عبارتند از:
- Cobbler، نوشیدنی ساخته شده با شراب یا شری، آب مرکبات و شکر
- کوکتل، مخلوط کمی از مشروبات الکلی، شکر، آب و تلخ / مرکبات؛ به‌طور گسترده‌ تر هر نوشیدنی مخلوط حاوی سه یا بیشتر طعم دهنده.
- Alcopop، یک نوشیدنی مخلوط با محتوای الکل نسبتاً کم، اغلب با طعم میوه و نوشابه گازدار شیرین
- Crusta، یک نوشیدنی مشروبات الکلی و مرکبات در یک لیوان مات با شکر سرو می‌شود
- کاپ، مخلوطی از شراب و سایر مواد، به‌طور معمول آب میوه و یک نوشیدنی گازدار، شبیه به یک خنک‌کننده شراب
- فیکس، مخلوطی از مشروبات الکلی، مرکبات و شکر
- Fizz، یک فیکس با یک نوشیدنی گازدار اضافه شده
- فلیپ، یک نوشیدنی مخلوط الکلی حاوی تخم مرغ زده شده، به ویژه نوشیدنی تهیه شده با مشروبات الکلی یا شراب، شکر و تخم مرغ، که روی آن با جوز هندی پودر شده و به صورت گرم و سرد میل می‌شود. همچنین گفته می‌شود ملوانان از این نوشیدنی با ترکیب آبجو مخلوط با رام یا براندی، شیرین شده و گرم سرو مصرف می‌کردند
- Highball, مخلوط کمی از مشروبات الکلی و یک عطر و طعم که روی یخ در یک لیوان بلند که با آب سودا پوشانده شده‌است سرو می‌شود، به‌طور کلی هر مخلوطی از دو ماده ای که روی یخ در یک لیوان بلند سرو می‌شود.
- Julep، یک نوشیدنی شیرین از مشروبات الکلی و مواد معطر، به ویژه نعناع
- پانچ (نوشیدنی)
- Pousse-café,، انواع عرقیات متناسب با لایه‌های رنگی
- Shrub، یک نوشیدنی مخلوط ساخته شده با شربت سرکه
- Sour
- Sling، اصل آمریکایی، نوشیدنی متشکل از آب و روح، شیرین و طعم دار[۱]

## فهرست

### نوشیدنی
- List of cocktails
- List of beer cocktails
- List of flaming beverages
- List of national drinks
- List of non-alcoholic cocktails
- List of non-alcoholic punches
- List of wine cocktails

### تدارکات
- List of glassware
- List of common edible cocktail garnishes
- List of common inedible cocktail garnishes